# 少林寺 (柏市)
少林寺（しょうりんじ）は、千葉県柏市にある臨済宗大徳寺派の寺院。柏市唯一の臨済宗寺院である。

## 概略と沿革
1558年（永禄元年）に開山した。相馬重胤の末裔の嗣嶽慶胤（俗名相馬慶胤）が、南北朝の動乱で討死した重胤主従の菩提を弔うために万満寺より雪傅宗屋を迎えて建立した。そういう経緯から少林寺は「開基：相馬重胤、開山：雪傅宗屋」としている。
境内には、相馬重胤の供養塔がある。また北原白秋の2番目の妻だった江口章子の歌碑もある。かつてこの近くに住んでいた縁による。

## 交通アクセス
- 東武野田線増尾駅より徒歩10分。